# Karel Navrátil
Karel Navrátil, född 24 april 1867, död 23 december 1936, var en tjeckisk tonsättare.
Navrátil studerade musikteori för Guido Adler i Wien och violinspel för František Ondříček. Han påverkades av Bedřich Smetana och skrev symfoniska dikter, operan Salambo, en symfoni, kammarmusik med mera.